# Build the Earth
Build the Earth (deutsch Bau die Erde) ist ein Projekt, das sich der Erstellung eines Modells der Erde im Maßstab 1:1 innerhalb des Sandbox-Computerspiels Minecraft widmet.

## Geschichte
Build the Earth wurde im März 2020 von dem YouTuber PippenFTS ins Leben gerufen, um gemeinsam die Erde im Videospiel Minecraft nachzubauen. In einem YouTube-Video rief PippenFTS dazu auf, ein rudimentäres Modell der Erde mit von Menschenhand geschaffenen Strukturen nachzubauen.
Minecraft-Entwickler Mojang Studios stellte das Projekt am Earth Day 2020 auf seiner Website vor. Im Juli 2020 veröffentlichte der YouTuber MrBeast ein Video, in dem er und 50 weitere Personen seine Heimatstadt Raleigh, North Carolina, im Rahmen des Projekts nachbauten. Im Juli 2021 wurde der Taj Mahal in Build the Earth nachgebaut, welches für größere Bekanntheit in Indien sorgte. Es wurde auch mit dem Bau Israels angefangen, womit nationale Zeitungen auf das Projekt aufmerksam wurden.
2023 berichteten die Nürnberger Nachrichten über den Baufortschritt in fränkischen Städten. Auch berichtete der WDR über einen 17-jährigen, der seine Heimatstadt Lemgo im Projekt nachbaut.
2025 war Build the Earth Teil einer Ausstellung im Zürcher Musée Visionnaire. In der Schweizer Zeitschrift 20 Minuten erschien ein Artikel zur Ausstellung und dem Projekt.

## Software
Das Projekt Build the Earth hängt hauptsächlich von zwei Minecraft-Modifikationen ab, um zu funktionieren: Cubic Chunks und Terra++. Cubic Chunks hebt die Beschränkung von Minecraft beim Bau von Gebäuden ab einer bestimmten Höhe auf. Terra++ verwendet Informationen aus geografischen Datendiensten wie OpenStreetMap, um automatisch Gelände zu generieren und den Bauprozess zu erleichtern. Das Projekt verwendete ursprünglich die Terra 1-to-1-Mod anstelle von Terra++. PippenFTS erklärte, dass man mit der Cubic-Chunks-Mod, die die vertikalen Beschränkungen von Minecraft aufhebt, die Erde in Minecraft so erleben könne, wie sie ist, ohne jegliche Verkleinerung.

## Teams
Das Projekt ist in einzelnen „Build Teams“ organisiert, die meist nach Ländern oder Regionen aufgeteilt sind. In den deutschsprachigen Ländern gibt es zwei dieser Teams, nämlich „Build The Earth Germany“ und „Alps BTE“, die sich um das Nachbauen von Deutschland, beziehungsweise der Schweiz, Österreich und Liechtenstein kümmern.